# دیزنی برندد تلویژن
دیزنی برندد تلویژن (انگلیسی: Disney Branded Television) شرکت رسانه‌ای آمریکایی است، که در سال ۱۹۸۲ تأسیس شد.